# Esteban Becker Churukian
Esteban Becker Churukian (Bernal, 31 agosto 1964) è un allenatore di calcio argentino.

## Carriera
Viene scelto come allenatore della Guinea Equatoriale per la Coppa d'Africa 2015, al posto dello spagnolo Andoni Goikoetxea, esonerato.

## Palmarès

### Allenatore

#### Competizioni nazionali
- Tercera División: 1

Alcalá: 2006-2007